# Fire Department 3
Fire Department 3 ist ein Echtzeit-Taktikspiel, bei dem der Spieler Einheiten der Feuerwehr befehligt. Es wurde von Monte Cristo entwickelt und 2006 von Frogster Interactive Pictures veröffentlicht. Es ist der dritte und letzte Teil innerhalb der Fire-Department-Spieleserie. Sein Vorgänger ist Fire Department 2.

## Spielprinzip
Der Spieler übernimmt die Einsatzleitung über fest vorgegebene Rettungskräfte. Neben Feuerwehr und Rettungswagen kommen auch spezialisierte Einheiten wie Hundeführer, Ingenieure und Sprengstoffexperten zum Einsatz. Zum Löschen muss das richtige Löschmittel eingesetzt werden und der Wasservorrat ist begrenzt. Vordefinierte Verstärkung darf nur zu festgelegten Sondersituationen gerufen werden. Einsatzort ist unter anderem der Flughafen Düsseldorf.

## Rezeption
Die Hintergrundgeschichte überzeuge zwar nicht, jedoch seien die Missionen spannend inszeniert und abwechslungsreich. Das Feuer sei unberechenbar und der Schwierigkeitsgrad hoch. Die Missionen machen stark von Skriptereignissen Gebrauch und erlauben wenig Freiheiten. Emergency 4 böte geringfügig mehr Inhalte. Störend sei, dass das Leveldesign Vorwissen von dem Spieler verlangt. Die simulierten Feuerwehrleute agieren teils selbstständig, aber nicht vorausschauend. Der Umfang sei etwas gering.